# Microrregión de Ponta Grossa
La microrregión de Ponta Grossa es una de las microrregiones del estado brasileño del Paraná perteneciente a la mesorregión Centro Oriental Paranaense. Su población fue estimada en 2009 por el IBGE en 422.690 habitantes y está dividida en cuatro municipios. Posee un área total de 6.705,988 km².

## Municipios
- Carambeí
- Castro
- Palmeira
- Ponta Grossa

- Datos: Q2078844